# يواخيم شبيغل
يواكيم شبيغل أو يواخيم شبيجل (16 يونيو 1911، برلين - 1 نوفمبر 1989، نورتينغن) كان عالم مصريات ألماني.

## الحياة
درس يواكيم شبيغل علم المصريات ابتداءً من عام 1929 في جامعة برلين، حيث حصل على درجة الدكتوراه في عام 1935 تحت إشراف هيرمان جراوب. كان مساعدًا في جامعة لايبزيغ لدى فالتر وولف في عامي 1935/36، وأكمل تأهيله هناك في عام 1937. حصل على منحة السفر من المعهد الأثري الألماني لعام 1936/37. بعد ذلك، بقي في القاهرة حتى عام 1940، لكنه لم يستطع الحصول على وظيفة ثابتة في المعهد الأثري الألماني في القاهرة لأنه لم يكن عضوًا في الحزب النازي؛ كما أنه لم يكن محبوبًا بشكل كبير في القاهرة على الصعيد الشخصي.
من عام 1941 حتى عام 1945، عمل شبيغل في إذاعة وزارة الخارجية الألمانية الموجهة لـ العالم العربي بفضل معرفته بـ اللغة العربية، وكان مقر عمله في البداية في أثينا المحتلة، ثم في بلغراد المحتلة، وأخيرًا في برلين.
في عام 1945، أصبح شبيغل محاضرًا خاصًا في جامعة غوتنغن، ومن 1950 إلى 1952 كان مديرًا مؤقتًا لمعهد المصريات هناك، وفي عام 1957 تم تعيينه أستاذًا غير عاديًا لعلم المصريات.

## الأدب
- برند إيسفوردينغ، غيرهارد كايبر، مارتن كروغر، وزارة الخارجية الألمانية، الخدمة التاريخية (محررون): الدليل البيوغرافي لخدمة الخارجية الألمانية 1871–1945. المجلد 4. شونينغ، بادربورن وآخرون. 2012، ISBN 978-3-506-71843-3، الصفحات 309f.
- توماس شنايدر: علماء المصريات في الرايخ الثالث. ملاحظات بيوغرافية استنادًا إلى القائمة المسماة "قائمة ستيندورف". في: توماس شنايدر، بيتر راولوينغ (محررون): علم المصريات من الحرب العالمية الأولى حتى الرايخ الثالث. الأيديولوجيا، المنح الدراسية والسير الذاتية الفردية. بريل، لايدن 2013، ISBN 978-90-04-24329-3، الصفحات 226–227.
- سوزان فوس: تاريخ قسم القاهرة في DAI في سياق المصالح السياسية الألمانية. المجلد 2: 1929–1966 (= الناس – الثقافات – التقاليد المجلد 8، 2). ليهدورف، راعدن (غرب) 2017، ISBN 978-3-86757-396-2، الصفحات 133–135.